# Harvard (Massachusetts)
Harvard je město v okrese Worcester County ve státě Massachusetts ve Spojených státech amerických. Osídleno bylo roku 1658 a začleněno v roce 1732. K roku 2010 zde žilo 6520 obyvatel. S celkovou rozlohou 69,9 km² byla hustota zalidnění 93 obyvatel na km².